# Beep-test
The multi-stage fitness test (MSFT) även kallat "Beep-test" är ett konditionstest för att ta reda på en persons maximala syreförbrukning.
Testet går ut på att en person springer fram och tillbaka mellan två punkter som är placerade 20 meter från varandra. Under testet spelas en inspelning med pipljud i vissa intervaller. Vid varje pip ska testpersonen ha nått till nästa punkt. Under testets gång minskas tiden mellan pipen successivt, man måste alltså springa snabbare och snabbare ju längre man kommer i testet.
Intervallerna är uppdelade i ett antal nivåer med samma tid mellan pipen. Det finns flera olika test som har olika antal nivåer. Ett vanligt test har 21 nivåer. Varje nivå tar ungefär lika lång tid (60–66 sekunder), alltså ökar antalet vändor per nivå ju högre upp man kommer. Har man klarat hela testet har man sprungit 4 940 meter på 22 minuter.

## Testet
| Nivå | Sträckor | Ackumulerade sträckor | Hastighet (km/h) | Sträck tid (s) | Nivå tid (s) | Nivå distans (m) | Ackumulerad distans (m) | Ackumulerad tid (mm:ss) | Förväntad manlig ålder för att slutföra nivå | Förväntad kvinnlig ålder för att slutföra nivå |
| ---- | -------- | --------------------- | ---------------- | -------------- | ------------ | ---------------- | ----------------------- | ----------------------- | -------------------------------------------- | ---------------------------------------------- |
| 1    | 7        | 7                     | 8.5              | 8.47           | 67.76        | 140              | 140                     | 1:08                    | 7                                            | 8                                              |
| 2    | 8        | 15                    | 9.0              | 8.00           | 64.00        | 160              | 300                     | 2:12                    | 9                                            | 10                                             |
| 3    | 8        | 23                    | 9.5              | 7.58           | 60.63        | 160              | 460                     | 3:12                    | 10                                           | 11                                             |
| 4    | 9        | 32                    | 10.0             | 7.20           | 64.80        | 180              | 640                     | 4:17                    | 11                                           | 12                                             |
| 5    | 9        | 41                    | 10.5             | 6.86           | 61.71        | 180              | 820                     | 5:19                    | 12                                           | 13                                             |
| 6    | 10       | 51                    | 11.0             | 6.55           | 65.45        | 200              | 1020                    | 6:24                    | 13                                           | 14                                             |
| 7    | 10       | 61                    | 11.5             | 6.26           | 62.61        | 200              | 1220                    | 7:27                    | 14                                           | 16                                             |
| 8    | 11       | 72                    | 12.0             | 6.00           | 66.00        | 220              | 1440                    | 8:27                    | 16                                           | 19                                             |
| 9    | 11       | 83                    | 12.5             | 5.76           | 63.36        | 220              | 1660                    | 9:30                    | 17                                           | 21                                             |
| 10   | 11       | 94                    | 13.0             | 5.54           | 60.92        | 220              | 1880                    | 10:31                   | 18                                           | 21+                                            |
| 11   | 12       | 106                   | 13.5             | 5.33           | 64.00        | 240              | 2120                    | 11:35                   | 19                                           |                                                |
| 12   | 12       | 118                   | 14.0             | 5.14           | 61.71        | 240              | 2360                    | 12:37                   | 21+                                          |                                                |
| 13   | 13       | 131                   | 14.5             | 4.97           | 64.55        | 260              | 2620                    | 13:42                   |                                              |                                                |
| 14   | 13       | 144                   | 15.0             | 4.80           | 62.40        | 260              | 2880                    | 14:44                   |                                              |                                                |
| 15   | 13       | 157                   | 15.5             | 4.65           | 60.39        | 260              | 3140                    | 15:44                   |                                              |                                                |
| 16   | 14       | 171                   | 16.0             | 4.50           | 63.00        | 280              | 3420                    | 16:47                   |                                              |                                                |
| 17   | 14       | 185                   | 16.5             | 4.36           | 61.09        | 280              | 3700                    | 17:48                   |                                              |                                                |
| 18   | 15       | 200                   | 17.0             | 4.24           | 63.53        | 300              | 4000                    | 18:52                   |                                              |                                                |
| 19   | 15       | 215                   | 17.5             | 4.11           | 61.71        | 300              | 4300                    | 19:54                   |                                              |                                                |
| 20   | 16       | 231                   | 18.0             | 4.00           | 64.00        | 320              | 4620                    | 20:54                   |                                              |                                                |
| 21   | 16       | 247                   | 18.5             | 3.89           | 62.27        | 320              | 4940                    | 21:56                   |                                              |                                                |